# فوضى (مسلسل)
فوضى (بالعبرية: פאודה) هو مسلسل تلفزيوني إسرائيلي سياسي.
تم توزيع السلسلة من خلال خدمة البث عبر الإنترنت نتفليكس، ووصفت بأنها من برامج نتفليكس الأصلية. عرض المسلسل لأول مرة في 2 ديسمبر 2016. السلسلة المتاحة على نيتفليكس هي مطابقة لتلك التي بثت في إسرائيل، مع إضافة ترجمات بالإضافة إلى افتتاح نيتفليكس الجديدة. أُضيف الموسم الثاني إلى نتفليكس في مايو 2018.

## روابط خارجية
- فوضى على موقع IMDb (الإنجليزية)
- فوضى على موقع روتن توميتوز (الإنجليزية)
- فوضى على موقع نتفليكس (الإنجليزية)
- فوضى على موقع فيلمافينيتي (الإسبانية)
- فوضى على موقع كينوبويسك (الروسية)
- فوضى على موقع ألو سيني (الفرنسية)
- فوضى على موقع قاعدة بيانات الفيلم (الإنجليزية)